# Махмуд-хан Карагёзлу
Мирза Махмуд-хан Карагёзлу (перс. میرزا محمود خان قراگوزلو‎;
?—1887) — министр иностранных дел Персии. Также известный как Насир аль-Мульк. Дед Абулькасим-хан Насир аль-Мульк.

## Биография
Махмуд-хан родился в городе Хамадане в семье Фазл Улла-хана Карагезлу. Он после учёбы в Тегеране работал в министерства иностранных дел. В 1852—1855 году служил советником посла (дабири-аввал) в дипломатическом представительстве правительства в России. В 1858 году произведен в генерал-лейтенанты (Мир Пандж) за отличие. Был главнокомандующим Персидский войск. В 1859 году по приказу Насреддин-шаха был назначен министром торговли и промышленности. С 3 декабря 1862 года по 15 июля 1864 года и с 1865 года по 1871 — посол Персии в Великобритании. 1871 году заместитель премьер министра. В 1873 году военный министр в правительстве премьер-министра Мирза Гусейн-хан Сипахсалара (1869—1873 гг.).В 1874 году Мирза Махмуд-хан Карагёзлу по приказу Насреддин-шаха был назначен губернатором Гиляна. Затем до 1884 года он пребывает на посту командующего в эялете Курдистан и Керманшахе. В 1884 году министр иностранных дел Персии. В 1886 году Мирза Махмуд-хан по приказу Насреддин-шаха был назначен губернатором Хорасана.
В 1887 году Мирза Махмуд-хан Карагёзлу скончался.